# Novalja
Novalja város és község Horvátországban, Lika-Zengg megyében. Közigazgatásilag Caska, Gajac, Kustići, Lun, Metajna, Potočnica, Stara Novalja, Vidalići és Zubovići települések tartoznak hozzá.

## Fekvése
A Pag-sziget északnyugati részén egy védett öbölben fekszik. Kedvező földrajzi fekvése jó megközelítést biztosít mind az Adria északi részéről délre haladó tengeri útvonalon, mind a szárazföld felől, ahonnan május 30-tól szeptember 30-ig a Prizna–Žigljen kompjárattal éjjel-nappali összeköttetése van. Ezen kívül a sziget déli részéről is megközelíthető az 1968-ban átadott Pagi hídon (Paški most) keresztül. Távolsági autóbuszjáratok kötik össze Fiume, Zágráb, Zára, Split, nyáron pedig Varasd és Pozsega városokkal is. Novaljára induló hajójáratok indulnak Lošinjról, Rabról, Fiuméból, nyáron pedig Silbáról és Susakról is. A legközelebbi repülőtér 80 kilométerre Záránál található. A honvédő háború idején Novalja stratégiailag nagyon fontos hely volt, miután 1991. november 21-én a maslenicai hidat lerombolták és a teljes forgalom a Prizna-Žigljen kompjáraton bonyolódott.

## Története
Novalja egy olyan korban jött létre amikor a biztonságos hajózáshoz szükség volt a szelektől jól védett menedékekre a hajók számára, hogy ott kivárhassák a nekik kedvező szelet. Ilyen szerepet töltött be a Novaljai-öböl is, mely félúton helyezkedett el a Dél-Adriából Észak-Itáliába tartó hajók útvonalán. Ezt a helyet latinul navalisnak, vagy navalianak nevezték, melyből a mai Novalja neve ered. E tengeri menedékhely közelében még az ókorban kialakult a ma is meglevő település. Novalja hosszú, érdekes és viharos múlttal rendelkezik melyről számos régészeti lelet ad bizonyságot a városban és környékén.
Az emberi élet legrégibb nyomai a késő paleolitikumba nyúlnak vissza. Az újkőkorszakban tovább fejlődtek az itteni emberi közösségek, melyről kerámia leletek tanúskodnak. A bronzkorban illír törzsek érkeztek Pagra és a környező vidékekre akiket liburnoknak neveztek. Ők alapították meg az első erődített települést azon a dombon, amely a város területéről ma is látható. A vaskorból az i. e. 9. és 5. század közötti időből származnak azok a fémből készült ékszerek, melyeket az egykori vár körüli sírokban találtak. Az i. e. 1. században a rómaiak hódították meg a szigetet leigázva a liburnokat és a következő évezredben a római kultúra hatásai érvényesültek. A sziget központja ebben az időszakban Cissa volt, melynek maradványai a mai Novalja–Caska–Košljun térségében találhatók.
A régészeti leletek közül kiemelkedik a három kora keresztény bazilika a 4. és az 5. századból. Egyikük padlómozaikja a városközpontban levő, a Rózsafüzér Királynője tiszteletére szentelt gótikus templom belsejében és udvarán található. Berendezésüknek és használati tárgyaiknak számos töredékét őrzi a Stomorica-gyűjtemény. Nagyon értékes az az ereklyetartó, amelyet az egyik bazilika mellett találtak és ma a zárai régészeti múzeumban őrzik. Novalján találták az egyik legrégibb Szűz Mária képmást is „Mária az Adria keleti partján” felirattal. Régészeti szempontból nagyon érdekes Caska területe ahol az utóbbi időben tárták fel Cissa római település maradványait, amely a legenda szerint a 4. században egy földrengésben pusztult el. Legnagyobb régészeti értéke az 1. századi ókori vízvezeték, melynek hosszúsága 1,2 km, magassága 120–220 cm, szélessége 70 cm és 9 föld feletti nyílása van. Ezt az egyedülálló római akvaduktot a nép Talijanova bužának nevezi. A vízvezeték a Novaljai mezőről látta el a várost ivóvízzel. Bejárata a városi múzeum belsejében található, amely a novaljai kulturális és néprajzi emlékek őrzője.
A horvátok a 7. század elején érkeztek a szigetre, mely a 8. és 9. század folyamán államuk része lett. A horvát nemzeti királyok idején Cissa a környező közösségek és nemesi családok birtokainak központjává fejlődött. A 11. században IV. Krešimir horvát király Novalját a sziget nyugati felével együtt a rabi püspökégnek adta. A 12–14. században heves harcok dúltak a Magyar Királyság és a Velencei Köztársaság között a dalmáciai városok és szigetek birtoklásáért. Pag szigetén Rab és Zára küzdött a terület birtoklásáért. 1203-ban a záraiak miután nem sikerült helyrehozni a földig rombolták Kissa várát. A 15. század elején a dalmát városok és szigetek többsége négy évszázadra Velence uralma alá került. A város érdekeit teljesen alárendelték a velencei bírói és katonai hatalomnak. Novalja, melyet ebben az időben kis településként említenek és Rabról igazgattak teljesen elveszítette korábbi jelentőségét. A 18. század végén Napóleon megszüntette a Velencei Köztársaságot. Pag szigete 1797 és 1805 között Habsburg uralom alá került, majd az egész Dalmáciával együtt a Francia Császárság része lett. 1815-ben a bécsi kongresszus újra Ausztriának adta, amely a Dalmát Királyság részeként Zárából igazgatta 1918-ig. A hatalomváltás a lakosság életében nem okozott lényeges változásokat egészen 1848-ig amikor a nemzeti újjászületési mozgalom Dalmácia és Horvátország egyesítését, valamint a horvát nyelvnek az iskolákban és a közigazgatásban történő bevezetését tűzte ki célként. Törekvéseik azonban a nagybirtokosok és az olasz nemzettudattal átitatott emberek ellenállásába ütköztek. A horvát és olasz érdekek közötti harc az első világháború kitöréséig tartott. A horvát nyelvet a 19. század végén sikerült bevezettetni az oktatásban és a közigazgatásban. A menetrendszerű hajóközlekedés bevezetésével az osztrák Lloyd társaság kiépítette a kikötőt. A városnak 1857-ben 714, 1910-ben 1428 lakosa volt. Ezt követően előbb a Szerb-Horvát-Szlovén Királyság, majd Jugoszlávia része lett. A településnek 2011-ben 2358, a községnek összesen 3663 lakosa volt.

## Lakosság

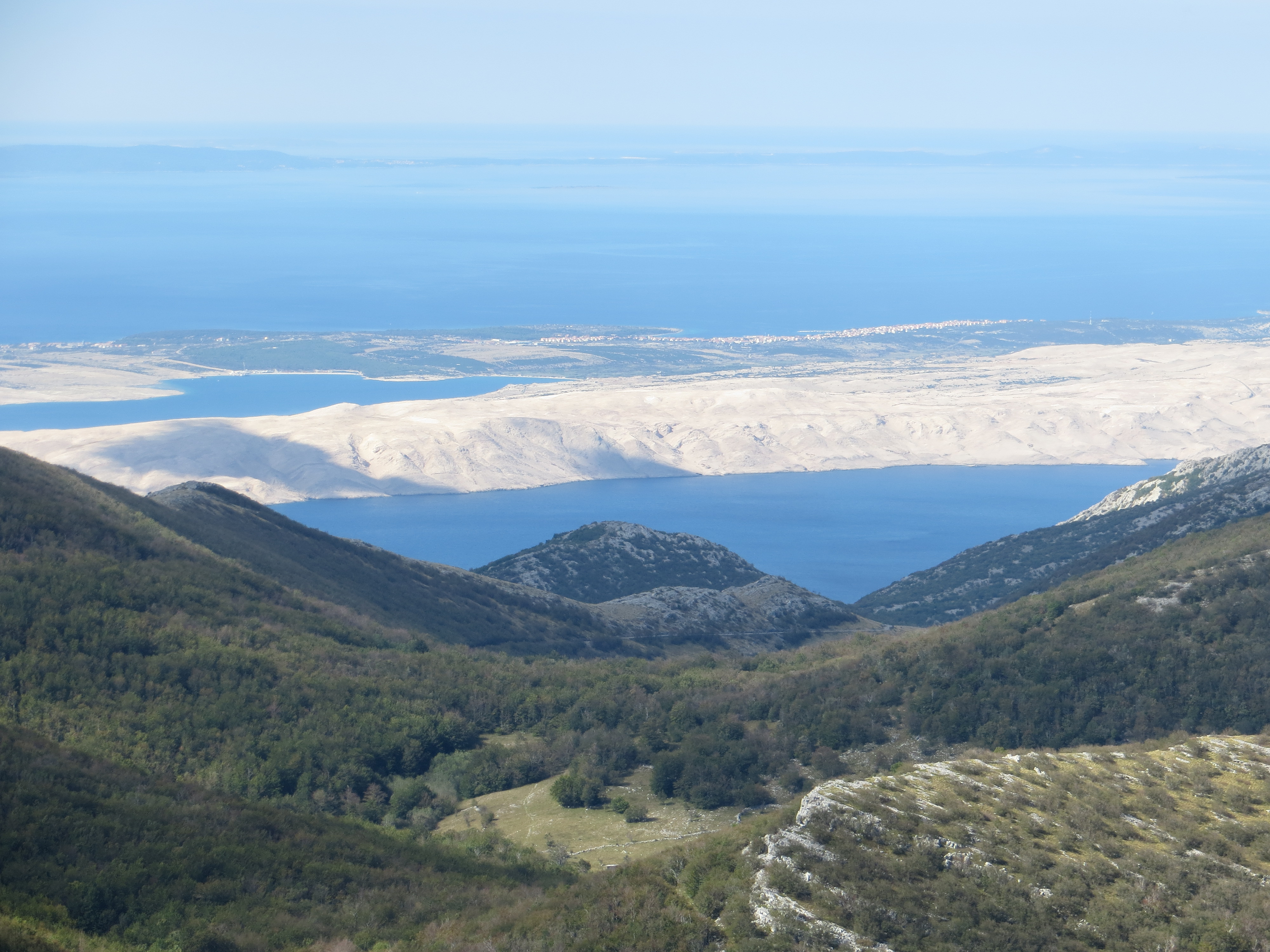
A Pag-sziget látképe Novaljával a Velebit-hegységből.

| Lakosság változása | Lakosság változása | Lakosság változása | Lakosság változása | Lakosság változása | Lakosság változása | Lakosság változása | Lakosság változása | Lakosság változása | Lakosság változása | Lakosság változása | Lakosság változása | Lakosság változása | Lakosság változása | Lakosság változása | Lakosság változása |
| ------------------ | ------------------ | ------------------ | ------------------ | ------------------ | ------------------ | ------------------ | ------------------ | ------------------ | ------------------ | ------------------ | ------------------ | ------------------ | ------------------ | ------------------ | ------------------ |
| 1857               | 1869               | 1880               | 1890               | 1900               | 1910               | 1921               | 1931               | 1948               | 1953               | 1961               | 1971               | 1981               | 1991               | 2001               | 2011               |
| 714                | 1.006              | 915                | 1.071              | 1.011              | 1.428              | 1.428              | 1.988              | 1.958              | 1.981              | 1.859              | 1.834              | 1.775              | 1.912              | 2.078              | 2.358              |

## Nevezetességei
- A városközpont kiemelkedő épülete az 1906-ban épített Szent Katalin plébániatemplom.[6] Egyhajós, nyugat-keleti tájolású épület, félköríves apszissal, latin keresztet alkotó oldalkápolnákkal, a szentély északi fala mentén sekrestyével és a főhomlokzat feletti harangtoronnyal. A templom késő barokk berendezésének jelentősebb részei a márvány Szent Katalin főoltár, a bal oldali Jézus Szíve, és a jobb oldali Lourdes-i Miasszonyunk mellékoltárok. Történelmi források szerint a templomot először 1455-ben említik. Már 1776-ban jelentős felújításon esett át. Miután a 19. század végén villámcsapás érte lebontották és 1906-ban a jelenlegi templomot építették a helyére. Plébániatemplom a horvát tengerpartra jellemző neo stílusú templomok csoportjába tartozik. Késő barokk berendezés és az épület olyan monumentalitása jellemzi, amely Novalja vidékén belül is kiemelkedik.
- A Rózsafüzér Királynője templomot[7] a helyiek kis templomnak is nevezik. Mai formájában a 17. században épült egy kora keresztény bazilika, illetve egy középkori templom alapjain. Oltára felett a Szűzanya csodatevő képe, amely a 16. században könnyezett. A templomban a 4. századi kora keresztény bazilika mozaikpadlójának maradványai láthatók.[8]
- A város legfőbb látványossága az 1,2 kilométer hosszú 1. századi római vízvezeték,[9] melynek bejárata a városi múzeum épülete alatt található. Innen a földalatti vezeték kezdeti szakaszának egy része látható (a vízvezeték amúgy nincsen nyitva a látogatók előtt).[10]
- A városi múzeumban látható az a kiállítás is, amelyet a Pag-szigeti Vlaška Mala-öbölben 2004-ben talált, az i. e. 1. században elsüllyedt római kereskedelmi hajó főként amforákból álló rakományából rendeztek. A kiállítás az amforák mellett a hajó egykori használati tárgyaiból áll.[11]
- A plébániatemplom mellett található a Stomorica-gyűjtemény épülete, ahol a város és környékéről előkerült számos régészeti leletet őriznek.
- Novalja városa felett, a Kava nevű helyen ókori kőbánya található, mely ma már szinte a városközpont szerves része. Az itt bányászott követ számos szobor és templom építéséhez használták fel az ősi Cissa és Navalia településeken. Az 1960-as évekre még jelentős megmunkált és félig megmunkált kőtömbök maradtak itt meg.[12]
- Gaj területén, a Tovarje ograde nevű helyen, Punta Miránál, a tenger közelében ókeresztény bazilika maradványai találhatók. Egyhajós, úgynevezett "szír típusú", hosszúkás épület. Körülbelül 23 méter hosszú, 10 méter széles, falai körülbelül 0,60 méter vastagok és 1 méter magasan maradtak fenn. Homlokzata a nyugati végén volt, a keleti végén pedig belső apszissal rendelkezett, amelyhez pasztofórium csatlakozott. A templom belsejében egy még régebbi, kora román stílusú egyhajós, majdnem négyzet alakú alaprajzú épület maradványai találhatók, melynek méretei kb. 8 x 8 méter. A szóban forgó, az 5. századra datálható épületet Josip Kunkera atya kétszer is kutatta. Először az első világháború utáni időszakban, később pedig 1974-ben. 2018-ban megkezdődtek a próbaásatások, amelyek minden bizonnyal ennek a nagyon nagy potenciállal rendelkező régészeti lelőhelynek további, tervszerű kutatásához vezetnek.[13]
- A régi temetőben, a Jaz nevű régészeti lelőhelyen, a településen kívül található, a Szent János és Szent Pál tiszteletére szentelt templom.[14] Nyugat-keleti tájolású, egyhajós épület, téglalap alaprajzú hajóval és félkörös apszissal. A templom a 19. században kőből épült. Itt találhatók a jazi 5. századi eredetű ókeresztény bazilika maradványai, mely a Novalján található három ókeresztény bazilika egyike volt. A bazilika sírtemplom jellegű volt, egyben egyike legrégebbi korakeresztény bazilikáknak.

## Kultúra
- Az "Era" Galériában három évtized hazai és külföldi képzőművészeti munkáiból összeállított kiállítás tekinthető meg.
- A "Crnkovićev dvor"-nak nevezett kis múzeumban a híres horvát író és újságíró Mladen Kušec és családja egy régi boltban és borbélyműhelyben a háború előtti novaljai boltok tárgyaiból rendezett kiállítást, ahol foglalkozásokat és előadásokat is rendeznek.[15]
- Novalján több énekkar ("Navalia", "Luminali" és "Slavuji" (férfi) és "Murtelice" (női)) is működik, melyek mind saját fesztivált tartanak. Különösen érdekesek a nagyhét szertartásaihoz kapcsolódó népi liturgikus énekek. 2011 óta működik a Városi Vegyeskar, amely a jelentősebb városi rendezvényeken és ünnepségeken lép fel. Emellett számos sikeres koncertet is adott Novalján és az ország különböző részein.[2]